# La Laub
La Laub est un monument historique situé à Munster, dans le département français du Haut-Rhin.

## Localisation
Ce bâtiment est situé au 12, rue Saint-Grégoire à Munster.

## Historique
L’ancienne halle de Munster, qui se trouvait sur la place du marché, ayant été détruite en 1502, les bourgeois obtiennent de l’abbé de Munster le droit d’en construire une nouvelle au même emplacement, ce qui semble avoir été fait en peu de temps d’après le millésime de 1503 inscrit sur la façade. Outre sa fonction de marché couvert, le lieu sert également à l’administration, qui y organise notamment tous les ans, jusqu’à la Révolution, l’élection des représentants du Val Saint-Grégoire. le bâtiment conserve toutefois par la suite un rôle dans la gestion municipale : c’est depuis une tribune installée sur son parvis que sont annoncées notamment les publications officielles.
Au début des années 1860, afin de résoudre enfin les problèmes causés par le simultaneum dans l’église Saint-Léger, il est décidé de construire un temple protestant en bordure de la place du marché. La Laub gênant la mise en œuvre de ce projet, le bâtiment est démonté entre 1867 et 1873 et reconstruit à une centaine de mètres de là, dans la rue Saint-Grégoire. Désormais à l’écart du marché, le bâtiment perd progressivement son rôle de halle pour devenir une salle d’exposition pour les artistes locaux.
L'édifice fait l'objet d'une inscription au titre des monuments historiques depuis 1991.

## Architecture

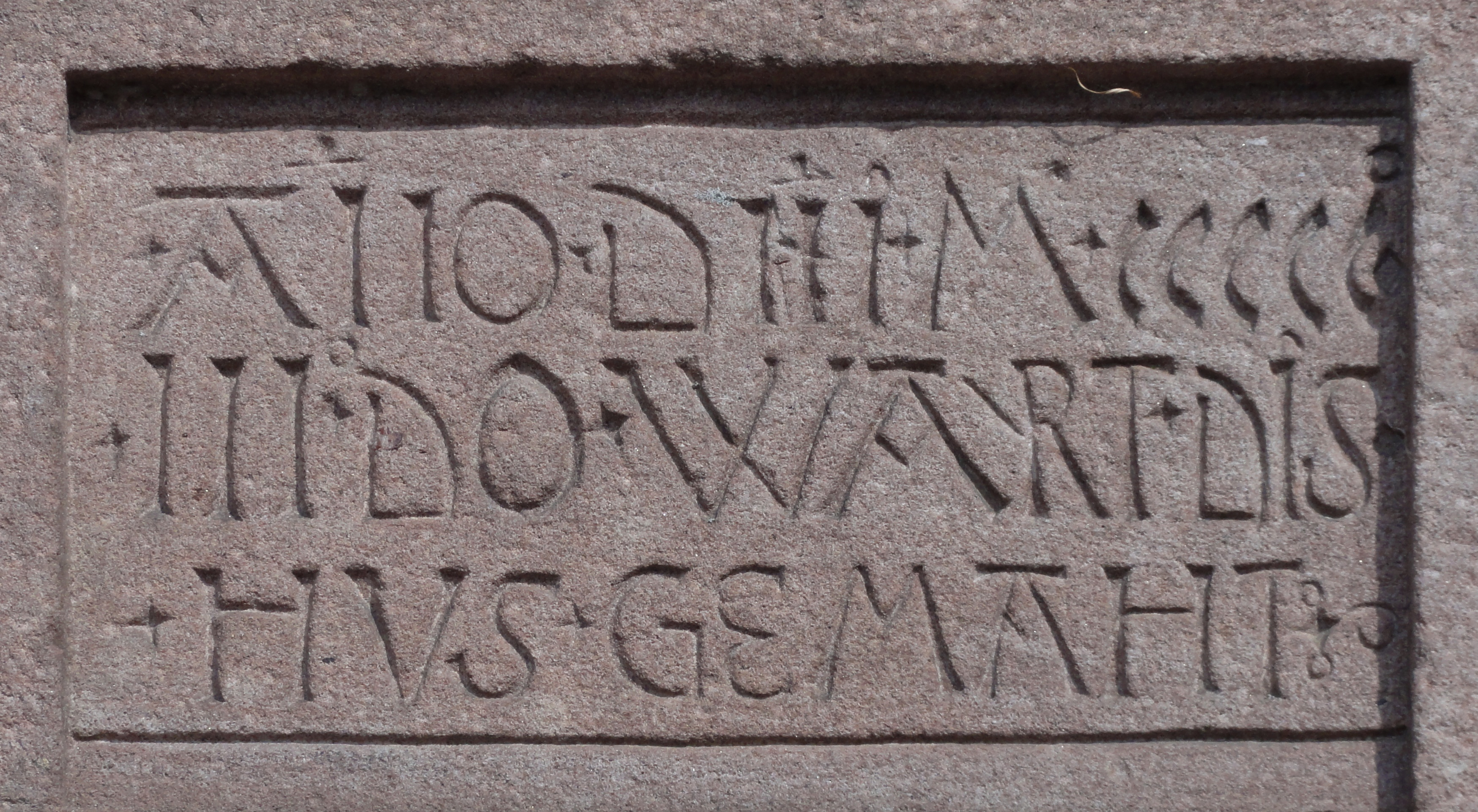
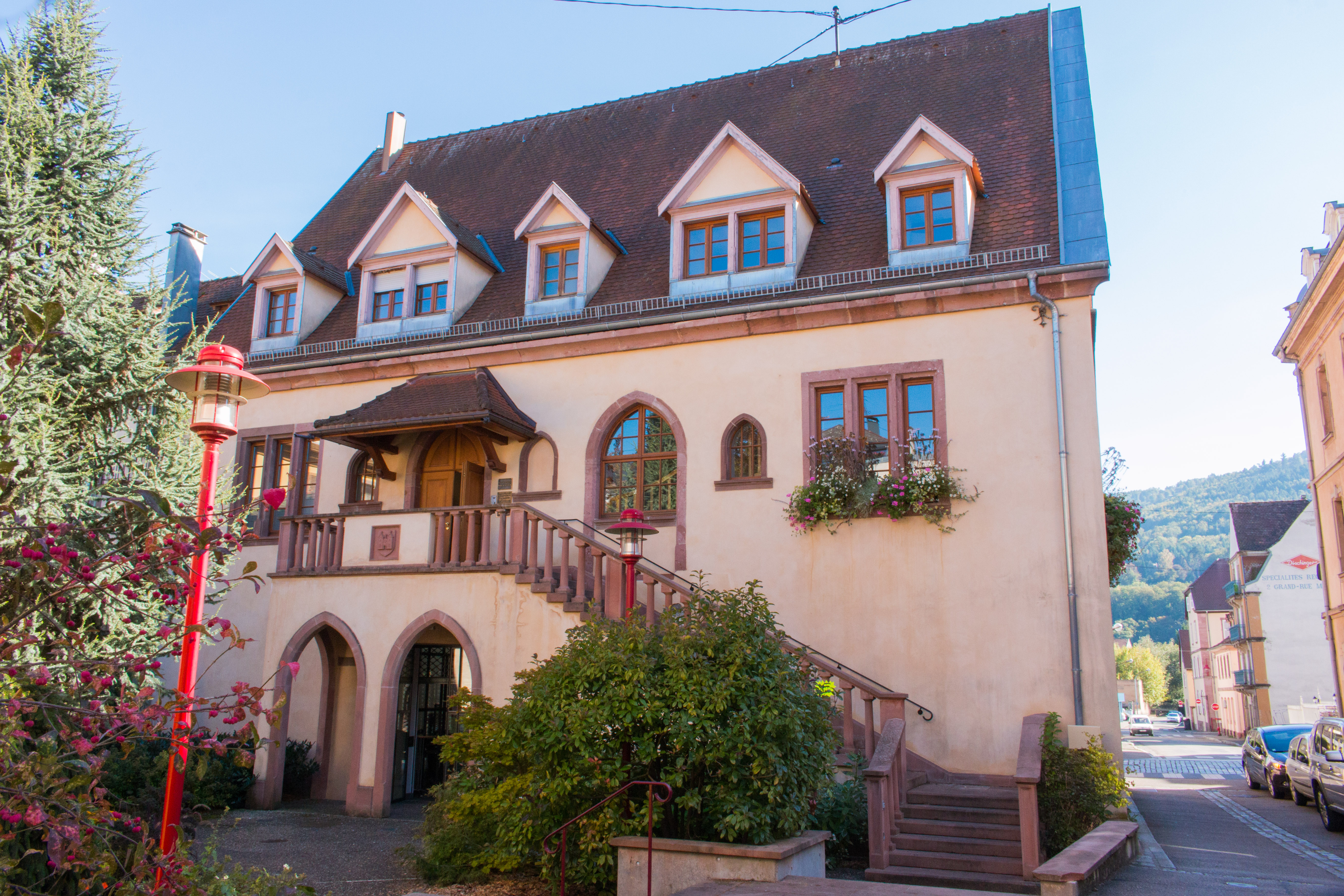